# パイレーツ・オブ・カリビアン
「パイレーツ・オブ・カリビアン」（Pirates of the Caribbean） は、テーマパークの乗り物、映画、小説のスピンオフ作品、そしてビデオゲームやその他のメディア出版物を含む、ディズニーのメディア・フランチャイズである。このフランチャイズは、1967年にディズニーランドにオープンした同名のテーマパークのライド（東京ディズニーランドでのライド名は「カリブの海賊」）に端を発しており、ウォルト・ディズニーが監修した最後のディズニーランドのライドの一つである。ディズニーはこの乗り物を、海賊の伝説や民話に基づいて制作した。
2003年に公開された『呪われた海賊たち』をきっかけに、メディア・フランチャイズとなった。2016年10月現在、パイレーツ・オブ・カリビアンのライドは、5つのディズニー・テーマパーク・リゾートで見ることができる。映画シリーズは、全世界で45億ドル以上の興行収入を記録しており、歴代14位となっている。

## 乗り物とアトラクション

### カリブの海賊
ディズニーランド、ウォルト・ディズニー・ワールドのマジック・キングダム、東京ディズニーランド、ディズニーランド・パリのディズニーランド・パークにあるダークライド。1967年3月18日にオープンしたディズニーランドでのカリブの海賊は、ウォルト・ディズニーが設計に参加した最後のライドであり、彼の死から3ヶ月後にデビューした。

### カリブの海賊 バトル・フォー・サンケン・トレジャー
上海ディズニーランドにあるマグネット式のダークライド。映画シリーズをベースにしたストーリーが展開される。2016年6月16日にデビューした。

### トム ソーヤー島 海賊の隠れ家
トム ソーヤー島 海賊の隠れ家（The Pirate's Lair on Tom Sawyer Island）は、ディズニーランド、マジック・キングダム、東京ディズニーランドのアメリカ河に囲まれた人工島「トム ソーヤー島」をリブランディングしたもの。小説「トム・ソーヤーの冒険」に登場するマーク・トウェインのキャラクターをモチーフにした構造物や洞窟があり、インタラクティブな体験やクライミング、景色を楽しむことができる。2007年にディズニーランドでは、映画『パイレーツ・オブ・カリビアン』シリーズへの言及が追加された。

## 映画
| 映画                                                | 公開日                     | 監督                                      | 脚本                                | ストーリー                                                                        | 製作                     |
| --------------------------------------------------- | -------------------------- | ----------------------------------------- | ----------------------------------- | --------------------------------------------------------------------------------- | ------------------------ |
| パイレーツ・オブ・カリビアン/呪われた海賊たち       | 2003年7月9日 2003年8月2日  | ゴア・ヴァービンスキー                    | テッド・エリオット テリー・ロッシオ | テッド・エリオット テリー・ロッシオ スチュアート・ビーティー ジェイ・ウォルパート | ジェリー・ブラッカイマー |
| パイレーツ・オブ・カリビアン/デッドマンズ・チェスト | 2006年7月7日 2006年7月22日 | ゴア・ヴァービンスキー                    | テッド・エリオット テリー・ロッシオ | テッド・エリオット テリー・ロッシオ                                               | ジェリー・ブラッカイマー |
| パイレーツ・オブ・カリビアン/ワールド・エンド       | 2007年5月25日              | ゴア・ヴァービンスキー                    | テッド・エリオット テリー・ロッシオ | テッド・エリオット テリー・ロッシオ                                               | ジェリー・ブラッカイマー |
| パイレーツ・オブ・カリビアン/生命の泉               | 2011年5月20日              | ロブ・マーシャル                          | テッド・エリオット テリー・ロッシオ | テッド・エリオット テリー・ロッシオ                                               | ジェリー・ブラッカイマー |
| パイレーツ・オブ・カリビアン/最後の海賊             | 2017年5月26日 2017年7月1日 | ヨアヒム・ローニング エスペン・サンドベリ | ジェフ・ナサンソン                  | テッド・エリオット ジェフ・ナサンソン                                             | ジェリー・ブラッカイマー |
| タイトル未定の6作目                                 | 未定                       | ヨアヒム・ローニング                      | テッド・エリオット クレイグ・マジン | テッド・エリオット クレイグ・マジン                                               | ジェリー・ブラッカイマー |
| タイトル未定のスピンオフ映画                        |                            |                                           |                                     |                                                                                   | ジェリー・ブラッカイマー |

シリーズは2003年に公開された『パイレーツ・オブ・カリビアン/呪われた海賊たち』より始まった。第1作の成功の後、ウォルト・ディズニーピクチャーズは、三部作計画があることを明らかにした。3年後の2006年、2作目『パイレーツ・オブ・カリビアン/デッドマンズ・チェスト』が公開された。続編は成功して、世界初公開日の興行記録を破った。最終的に世界興行収入は史上2番目の速さで10億6617万9725ドルまでに達し、歴代4位となった。シリーズ3作目『パイレーツ・オブ・カリビアン/ワールド・エンド』は翌2007年に公開された。2011年3月現在までにシリーズ全てで世界中で26億8000万ドルを売り上げた。2008年9月、デップは4作目となる『パイレーツ・オブ・カリビアン/生命の泉』への出演契約を果たし、2011年に公開された。2017年には、第5作目となる『パイレーツ・オブ・カリビアン/最後の海賊』が公開された。
2020年6月、『パイレーツ・オブ・カリビアン』の新作、主演はマーゴット・ロビーであることが発表された。

### 背景
同シリーズは Monkey Island の影響を受けていると言われ、脚本陣のひとりであるテッド・エリオットはかつてスティーヴン・スピルバーグ製作による同作品のアニメ映画の脚本を書いていた。
1990年代前半、脚本家のテッド・エリオットとテリー・ロッシオは『カリブの海賊』をベースとした脚本の構想を練っていた。ディズニーはジェイ・ウォルパートにドライブに基づく脚本を書かせたが、プロデューサーのジェリー・ブラッカイマーがそれを「ストレートな海賊映画」と感じ、拒絶した。2002年3月、海賊についての知識が深いスチュアート・ビーティーが脚本を書き直し、その後でエリオットとロッシオが引き入れられた。エリオットとロッシオは、『カリブの海賊』のアトラクションのナレーションの影響を受け、映画にスーパーナチュラルな要素を組み入れることを決めた。予算の増加に伴い、マイケル・アイズナーとボブ・アイガーは製作を中止しようとしたが、ブラッカイマーがコンセプトアートとアニマティックを見せて説得し、食い止めた。

### 『パイレーツ・オブ・カリビアン/呪われた海賊たち』
2002年5月、ゴア・ヴァービンスキーが監督契約を交わし、翌月にはジョニー・デップとジェフリー・ラッシュの出演も決まった。オーランド・ブルームは『ケリー・ザ・ギャング』でラッシュと共演した縁で脚本を読み、出演を決めた。また、ヴァービンスキーはキーラ・ナイトレイの『ベッカムに恋して』の実績は知らず、オーディションのみで決めたという。ウェザビー・スワン役には当初、トム・ウィルキンソンとの交渉がなされていたが、結局、ジョナサン・プライスが演じることになった。
撮影は2002年10月9日に始まり、2003年2月7日に完了した。公開前、海賊映画は長年成功例が無く、アトラクションが原作であり、当時ジョニー・デップ主演の大作がほとんど無かったことから、本作は失敗するとの見方が強かった。しかしながらその予想に反し、本作は批評面と商業面の両方で成功を収めた。

### 『パイレーツ・オブ・カリビアン/デッドマンズ・チェスト』
2006年公開。1作目の成功を機に、キャストとスタッフは2作同時に製作することもあって、ディズニーと長期にわたる続編契約を交わした。
興行収入はアメリカだけで約4億ドル、全世界合計で10億6,600万ドルとなり、2006年公開映画の興行成績ランキングで、2位の『ダヴィンチコード』（7億5,800万ドル）に大きく差をつけて1位となった。また歴代興行成績でも4位にランクインし映画史に残る成功を収めた。しかし前作は好評だった批評家の反応は、本作以降酷評されている（詳細は「評価」の項目参照）。

### 『パイレーツ・オブ・カリビアン/ワールド・エンド』
2007年公開。2作目と同じ主要キャストが出演した。3部作完結編であるが、劇中の最後に「生命の泉」がフロリダにあることが語られ、続編の可能性を匂わせた。
興行収入は全世界で約9億6,000万ドルの成果をあげた。前作を上回ることはなかったが、2007年公開映画の興行成績ランキングでは、『ハリー・ポッターと不死鳥の騎士団』の約9億4,000万ドルを抑え前作同様1位となった。

### 『パイレーツ・オブ・カリビアン/生命の泉』
3部作が成功し、デップが再びジャック・スパロウを演じたいという願望もあり、4作目の企画がスタートした。2007年4月にディズニーはティム・パワーズの小説『幻影の航海』の映画化権を買い取った。ゴア・ヴァービンスキーは当時、テレビゲーム『Bioshock』の映画化企画に携わっていたためプロジェクトから外れ、ロブ・マーシャルに監督の椅子が回ることとなった。一方で、製作のジェリー・ブラッカイマー、脚本のテリー・ロッシオとテッド・エリオットが参加する。2010年3月、デップ、ラッシュ、マクナリーの出演が正式に決まり、新たにイアン・マクシェーンが黒髭、ペネロペ・クルスがヒロインとして出演した。前3部作に出演したオーランド・ブルーム、キーラ・ナイトレイは出演しない。
撮影は2010年6月14日から11月19日の間に行われ、3Dで撮られ、2011年5月20日公開した。
制作費に4億1,000万ドル（約328億円）という巨額を投じたが、興行成績は全世界で10億4,600万ドル（約837億円）で、3部作で一番稼いだデッドマンズ・チェストに僅かに及ばぬ結果となった。また2011年公開映画の興行成績ランキングでは、『ハリー・ポッターと死の秘宝』、『トランスフォーマー/ダークサイド・ムーン』に次ぐ第3位となった。

### 『パイレーツ・オブ・カリビアン/最後の海賊』
全米公開は2017年5月26日、日本公開は2017年7月1日。原題は「Dead Men Tell No Tales」でこれは「死人に口なし」という意であり、この映画の元となったディズニーランドのアトラクション「カリブの海賊」内で聞かれる有名なフレーズである。
4作目に出演した俳優たちは、近い将来5作目と6作目の同時撮影があるかもしれないのでスケジュールを空けるようにディズニーから言われていた。2011年1月14日、テリー・ロッシオがこれまでパートナーだったテッド・エリオット抜きで5作目の映画脚本を書くことがわかった。
公開から3日間で6,220万ドルを稼ぎ出し、初登場1位を獲得した。

## キャストとスタッフ

### キャスト
| キャラクター                                  | 映画                     | 映画                     | 映画                     | 映画                             | 映画                                                  |
| キャラクター                                  | 呪われた海賊たち         | デッドマンズ・チェスト   | ワールド・エンド         | 生命の泉                         | 最後の海賊                                            |
| --------------------------------------------- | ------------------------ | ------------------------ | ------------------------ | -------------------------------- | ----------------------------------------------------- |
| ジャック・スパロウ                            | ジョニー・デップ         | ジョニー・デップ         | ジョニー・デップ         | ジョニー・デップ                 | ジョニー・デップ アンソニー・デ・ラ・トーレ（若き日） |
| ヘクター・バルボッサ                          | ジェフリー・ラッシュ     | ジェフリー・ラッシュ     | ジェフリー・ラッシュ     | ジェフリー・ラッシュ             | ジェフリー・ラッシュ                                  |
| ジョシャミー・ギブス                          | ケヴィン・マクナリー     | ケヴィン・マクナリー     | ケヴィン・マクナリー     | ケヴィン・マクナリー             | ケヴィン・マクナリー                                  |
| ウィル・ターナー                              | オーランド・ブルーム     | オーランド・ブルーム     | オーランド・ブルーム     |                                  | オーランド・ブルーム                                  |
| エリザベス・スワン                            | キーラ・ナイトレイ       | キーラ・ナイトレイ       | キーラ・ナイトレイ       |                                  | キーラ・ナイトレイ                                    |
| ジェームズ・ノリントン                        | ジャック・ダヴェンポート | ジャック・ダヴェンポート | ジャック・ダヴェンポート |                                  |                                                       |
| ウェザビー・スワン                            | ジョナサン・プライス     | ジョナサン・プライス     | ジョナサン・プライス     |                                  |                                                       |
| デイヴィ・ジョーンズ                          |                          | ビル・ナイ               | ビル・ナイ               |                                  | 影のみ                                                |
| カトラー・ベケット                            |                          | トム・ホランダー         | トム・ホランダー         |                                  |                                                       |
| ティア・ダルマ カリプソ                       |                          | ナオミ・ハリス           | ナオミ・ハリス           |                                  |                                                       |
| ブーツストラップ ウィリアム・ターナー・シニア |                          | ステラン・スカルスガルド | ステラン・スカルスガルド |                                  |                                                       |
| サオ・フェン                                  |                          |                          | チョウ・ユンファ         |                                  |                                                       |
| エドワード・ティーグ                          |                          |                          | キース・リチャーズ       | キース・リチャーズ               |                                                       |
| アンジェリカ                                  |                          |                          |                          | ペネロペ・クルス                 |                                                       |
| 黒髭                                          |                          |                          |                          | イアン・マクシェーン             |                                                       |
| フィリップ・スウィフト                        |                          |                          |                          | サム・クラフリン                 |                                                       |
| シレーナ                                      |                          |                          |                          | アストリッド・ベルジュ＝フリスベ |                                                       |
| サラザール                                    |                          |                          |                          |                                  | ハビエル・バルデム                                    |
| カリーナ・バルボッサ カリーナ・スミス         |                          |                          |                          |                                  | カヤ・スコデラリオ                                    |
| ヘンリー・ターナー                            |                          |                          | ドミニク・スコット・ケイ |                                  | ブレントン・スウェイツ                                |

### スタッフ
| 役職 | 映画                                                                              | 映画                                | 映画                                | 映画                                        | 映画                                      |
| 役職 | 呪われた海賊たち                                                                  | デッドマンズ・チェスト              | ワールド・エンド                    | 生命の泉                                    | 最後の海賊                                |
| ---- | --------------------------------------------------------------------------------- | ----------------------------------- | ----------------------------------- | ------------------------------------------- | ----------------------------------------- |
| 監督 | ゴア・ヴァービンスキー                                                            | ゴア・ヴァービンスキー              | ゴア・ヴァービンスキー              | ロブ・マーシャル                            | ヨアヒム・ローニング エスペン・サンドベリ |
| 製作 | ジェリー・ブラッカイマー                                                          | ジェリー・ブラッカイマー            | ジェリー・ブラッカイマー            | ジェリー・ブラッカイマー                    | ジェリー・ブラッカイマー                  |
| 脚本 | テッド・エリオット テリー・ロッシオ スチュアート・ビーティー ジェイ・ウォルパート | テッド・エリオット テリー・ロッシオ | テッド・エリオット テリー・ロッシオ | テッド・エリオット テリー・ロッシオ         | ジェフ・ナサンソン                        |
| 音楽 | クラウス・バデルト                                                                | ハンス・ジマー                      | ハンス・ジマー                      | ハンス・ジマー ロドリーゴ・イ・ガブリエーラ | ジェフ・ザネリ                            |
| 撮影 | ダリウス・ウォルスキー                                                            | ダリウス・ウォルスキー              | ダリウス・ウォルスキー              | ダリウス・ウォルスキー                      | ポール・キャメロン                        |

## 評価
『呪われた海賊たち』は北米の2003年の作品では『ロード・オブ・ザ・リング/王の帰還』、『ファインディング・ニモ』に次いで第3位、全世界では『王の帰還』、『ニモ』、『マトリックス リローデッド』に次いで第4位の興行成績である。『デッドマンズ・チェスト』は2006年で最高の世界興行収入であり、歴代では、『アバター』、『タイタニック』、『王の帰還』に次いで第4位である。『ワールド・エンド』もまた2007年で最高の世界興行収入であり、歴代では第8位の記録である。
2作目と3作目の両方が興行収入の記録を塗り替えた。『デッドマンズ・チェスト』は公開初日に5580万ドル、週末に1億3560万ドルという記録の他、史上最速での1億ドル、2億ドル、3億ドル突破、10日間興行収入の最高記録、史上最速での世界興行収入10億ドル突破（2009年に『アバター』に破られた）など、合計で15の興行記録を打ち立てた。しかしながらそれらの記録の大部分は2008年公開の『ダークナイト』によってさらに塗り替えられた。また、『ワールド・エンド』は、戦没将兵追悼記念日の週末の最高記録を保持している。

### 興行成績
| 映画                   | 公開日        | 興行収入       | 興行収入       | 興行収入       | 順位         | 順位       | 製作費         | 出典          |
| 映画                   | 公開日        | 北米           | 北米以外       | 全世界         | 北米歴代     | 全世界歴代 | 製作費         | 出典          |
| ---------------------- | ------------- | -------------- | -------------- | -------------- | ------------ | ---------- | -------------- | ------------- |
| 呪われた海賊たち       | 2003年7月9日  | $305,413,918   | $348,850,097   | $654,264,015   | #34 （#91）  | #46        | $140,000,000   | [ 26 ]        |
| デッドマンズ・チェスト | 2006年7月7日  | $423,315,812   | $642,863,913   | $1,066,179,725 | #8 （#45）   | #4         | $225,000,000   | [ 27 ]        |
| ワールド・エンド       | 2007年5月24日 | $309,420,425   | $651,576,067   | $960,996,492   | #31 （#115） | #9         | $300,000,000   | [ 28 ]        |
| 生命の泉               | 2011年5月20日 | $241,071,802   | $804,642,000   | $1,045,713,802 | #114         | #20        | $378,500,000   | [ 29 ] [ 30 ] |
| 最後の海賊             | 2017年5月26日 | $172,558,876   | $622,221,339   | $794,780,215   | 291          | 89         | $230,000,000   | [ 31 ]        |
| 合計                   | 合計          | $1,451,780,833 | $3,072,577,349 | $4,524,358,182 | 14           | 14         | $1,274,000,000 | [ 32 ]        |

### 批評
| 映画                   | Rotten Tomatoes                            | Metacritic      | CinemaScore |
| ---------------------- | ------------------------------------------ | --------------- | ----------- |
| 呪われた海賊たち       | 79% (7.11/10 average rating) (219 reviews) | 64 (41 reviews) | A           |
| デッドマンズ・チェスト | 53% (5.95/10 average rating) (228 reviews) | 53 (37 reviews) | A−          |
| ワールド・エンド       | 44% (5.46/10 average rating) (227 reviews) | 50 (36 reviews) | A−          |
| 生命の泉               | 33% (5.02/10 average rating) (276 reviews) | 45 (39 reviews) | B+          |
| 最後の海賊             | 29% (4.70/10 average rating) (287 reviews) | 39 (45 reviews) | A−          |

### 受賞

#### アカデミー賞
3本の映画で11度アカデミー賞にノミネートされ、1度だけ受賞した。
| 賞             | 結果                            | 結果                   | 結果             |
| 賞             | 呪われた海賊たち                | デッドマンズ・チェスト | ワールド・エンド |
| -------------- | ------------------------------- | ---------------------- | ---------------- |
| 主演男優賞     | ノミネート （ジョニー・デップ） |                        |                  |
| 美術賞         |                                 | ノミネート             |                  |
| メイクアップ賞 | ノミネート                      |                        | ノミネート       |
| 音響編集賞     | ノミネート                      | ノミネート             |                  |
| 音響賞         | ノミネート                      | ノミネート             |                  |
| 視覚効果賞     | ノミネート                      | 受賞                   | ノミネート       |

#### MTVムービー・アワード
3本の映画で13度MTVムービー・アワードにノミネートされ、4度受賞した。
| 賞                       | 結果                                                   | 結果                              | 結果                              |
| 賞                       | 呪われた海賊たち                                       | デッドマンズ・チェスト            | ワールド・エンド                  |
| ------------------------ | ------------------------------------------------------ | --------------------------------- | --------------------------------- |
| 作品賞                   | ノミネート                                             | 受賞                              | ノミネート                        |
| 男優賞                   | 受賞 （ジョニー・デップ）                              | 受賞 （ジョニー・デップ）         |                                   |
| 女優賞                   |                                                        | ノミネート （キーラ・ナイトレイ） | ノミネート （キーラ・ナイトレイ） |
| ブレイクスルー女優演技賞 | ノミネート （キーラ・ナイトレイ）                      |                                   |                                   |
| スクリーン・チーム賞     | ノミネート （ジョニー・デップ & オーランド・ブルーム） |                                   |                                   |
| 悪役賞                   | ノミネート （ジェフリー・ラッシュ）                    | ノミネート （ビル・ナイ）         |                                   |
| コメディ演技賞           | ノミネート （ジョニー・デップ）                        |                                   | 受賞 （ジョニー・デップ）         |

## ビデオゲーム
- Pirates of the Caribbean（原題：Sea Dogs II） - 2003年に『パイレーツ・オブ・カリビアン/呪われた海賊たち』の公開に合わせてベセスダ・ソフトワークスから発売された。登場人物とは全く関係がないが、呪われたアステカの黄金とアンデッドの海賊という映画のストーリーを採用しており、このフランチャイズをベースにしたいくつかのゲームの最初の作品となった。

- Pirates of the Caribbean Multiplayer Mobile - 携帯電話向けゲーム
- Pirates of the Caribbean Online - 2007年10月に発売された多人数同時参加型オンライン・ロールプレイング・ゲーム
- Pirates of the Caribbean: The Curse of the Black Pearl  - ゲームボーイアドバンス等向け
- Pirates of the Caribbean: The Legend of Jack Sparrow - PlayStation 2およびMicrosoft Windows等向け
- Pirates of the Caribbean: Dead Man's Chest - ニンテンドーDS、PlayStation Portable、ゲームボーイアドバンス等向け
- Pirates of the Caribbean: At World's End - Wii、ニンテンドーDS、Xbox 360等向け
- Pirates of the Caribbean: Armada of the Damned - Propaganda Gamesが開発していたが、2010年10月に中止された。
- Lego Pirates of the Caribbean: The Video Game - レゴをテーマにしたアクションアドベンチャーゲーム
- Pirates of the Caribbean: Master of the Seas - AndroidとiOS向けゲームアプリ

## 本
第1作目の前作として、2つのシリーズのヤングリーダーブックが発売されている。
- Pirates of the Caribbean: Jack Sparrow (12巻)
- Pirates of the Caribbean: Legends of the Brethren Court (5巻)

さらに、大人向けに書かれた小説もある。
- パイレーツ・オブ・カリビアン自由の代償（Pirates of the Caribbean: The Price of Freedom）

映画5作目の前日譚として、ヤングリーダーの本が1巻作られた。
- The Brightest Star in the North: The Adventures of Carina Smyth by Meredith Rusu